# Битка за Атлантика (Втора световна война)
Битката за Атлантика е най-дългата военна кампания през Втората световна война, продължила от 1939 г. до капитулацията на Нацистка Германия през 1945 г. В сърцето на конфликта е съюзническата морска блокада на Германия, обявена в деня след обявяването на война, и последвалата германска контраблокада. Върхът на конфликта е от средата на 1940 г. до края на 1943 г. В битката за Атлантика се съревновават немските подводни лодки (U-boot) и други военни кораби на Кригсмарине (немските ВМС) и самолети на Луфтвафе (немските ВВС) срещу ВМС на Канада, ВМС на Великобритания, ВМС на САЩ и търговските съдове на съюзниците. Конвоите, идващи основно от Северна Америка и преимуществено пътуващи към Великобритания и СССР, са защитавани през повечето време от британските и канадските ВМС и ВВС. Тези войски са подкрепяни от кораби и самолети на САЩ от 13 септември 1941 г. Германските сили са подкрепяни от подводниците на Реджа Марина (италианските ВМС), след като техният съюзник от Оста, Кралство Италия, влиза във войната на 10 юни 1940 г.
Бидейки островна държава, Великобритания е силно зависима от доставките на стоки. Великобритания се нуждае от над един милион тона вносен материал на седмица, за да може да оцелява и да се сражава. В същността си битката за Атлантика е борба на Съюзниците да снабдяват Великобритания и опит на Оста да спре потока на търговски доставки, които помагат на Великобритания да продължава да се сражава. От 1942 г. Оста се опитва да предотврати натрупването на съюзнически запаси и екипировка на Британските острови за подготовката на нахлуването в окупирана Европа. Победата над германските подводници е предпоставка за изтласкването на Оста. Изходът на битката е стратегическа победа за Съюзниците – германската блокада се проваля, но на голяма цена: 3500 търговски кораба и 175 военни кораба са потопени в замяна на 783 немски подводници.
Терминът „Битка за Атлантика“ е въведен от Уинстън Чърчил през февруари 1941 г. Наричана е „най-дългата, най-мащабната и най-сложната“ морска битка в историята. Кампанията започва веднага, след началото на войната в Европа, по време на така наречената Странна война и продължава шест години, до капитулацията на Германия през май 1945 г. Включва хиляди кораби и над 100 конвойни сражения и около 1000 еднокорабни срещи на територия, покриваща милиони квадратни километри океан. Ситуацията се променя постоянно, като ту едната, ту другата страна взема превес, докато участващи държави се предават, включват или дори променят страни в хода на войната и с разработването на нови военни тактики, контрамерки и екипировка от двете страни в конфликта. Постепенно Съюзниците вземат превес, преодолявайки немските нашественици на повърхността към края на 1942 г. и побеждавайки немските подводници към средата на 1943 г., въпреки че загубите от немските U-boot продължават до края на войната.

## Фон
След използването на неограничена подводна война от страна на Германия през Първата световна война, държавите се опитват да ограничат, а даже и да премахнат подводниците. Усилията са напразни. Вместо това Лондонският военноморски договор изисква подводниците да се придържат към „крайцерски закони“, които изискват да се изравнят с повърхността, да претърсват и да поставят корабните екипажи в „място на сигурност“ (за което спасителните лодки не се квалифицират, освен под определени условия), преди да ги потопят, освен ако въпросният кораб показва „постоянен отказ да спре или активна съпротива за посещение или претърсване“. Тези регулации не забраняват въоръжаването на търговските съдове, но по този начин те де факто стават спомагателни военноморски съдове, което им премахва защитата на крайцерските закони. Това прави забраните върху подводниците съмнителни.

## Ранни сражения (септември 1939 г. – май 1940 г.)
През 1939 г. Кригсмарине няма силата, за да се противопостави на комбинираните сили на британските и френските ВМС. Вместо това немската военноморска стратегия разчита на рейдери за унищожаване на доставките, капитални кораби, спомагателни крайцери, подводници и самолети. Много от немските военни кораби вече са на плаване, когато е обявена войната, включително повечето от наличните U-boot и тежките крайцери тип „Дойчланд“ (Panzerschiffe) „Дойчланд“ и „Адмирал граф Шпее“, които са в Атлантика от август. Тези кораби незабавно атакуват британските и френските кораби с доставки. Немската подводница U-30 потапя лайнера Атения часове след обявяването на война, в разрез с нейните заповеди да не потопява пътнически кораби. Флотът от U-boot, който тепърва ще доминира в по-голямата част от битката за Атлантика, е малък в началото на войната. Много от 57-те налични подводни лодки са малки и с малък обсег (подводни лодки тип II), полезни основно за полагане на мини и операции в бреговите води на Великобритания. Голяма част от ранните немските противокорабни действия включват полагане на мини от разрушители, самолети и подводници около британските пристанища.
С избухването на войната, британците и французите веднага започват блокада на Германия, въпреки че това има ограничен първоначален ефект върху немската промишленост. Британските ВМС бързо въвеждат конвойна система за защита на търговията, която постепенно се разпростира от Британските острови, накрая достигайки чак до Панама, Бомбай и Сингапур. Конвоите позволяват на британските ВМС да концентрират придружителите си близо до мястото, където със сигурност има немски подводници – конвоите. Всеки конвой е съставен от между 30 и 70 основно невъоръжени търговски кораба.
Някои британски военноморски служители, в частност Първият лорд на адмиралтейството, Уинстън Чърчил, търсят по-офанзивна стратегия. Британските ВМС образуват противоподводни групи, базирани на самолетоносачите, които да патрулират морските търговски пътища в Западните подходи и да търсят немски U-boot. Тази стратегия се оказва силно неподходяща, тъй като немските подводни лодки, с малкия си силует, винаги могат да забележат корабите на повърхността и да се потопят дълго преди да бъдат забелязани. Самолетоносачите също не са от особена полза – въпреки че могат да забелязват подводници на повърхността, на този етап на войната те нямат адекватни оръжия, с които да ги атакуват, и всяка намерена подводница от самолет изчезва много преди да пристигнат военните кораби. Стратегията с групи за търсене се оказва бедствие за броени дни. На 14 септември 1939 г. най-съвременният самолетоносач на Великобритания, HMS „Арк Роял“, едвам се отървава да бъде потопен, когато три торпеда от U-39 се взривяват преждевременно. U-39 е принудена да се изкачи на повърхността и да бъде потопена от придружаващите разрушители, ставайки първата загуба на U-boot във войната. Британците не научават урока от тази среща – друг самолетоносач, HMS „Кърейджъс“, е потопен три дни по-късно от U-29.
Ескортиращите разрушители, търсещи подводни лодки, продължават да бъдат видна, но погрешна техника на британската противоподводна стратегия за първата година от войната. Немските подводници почти винаги се оказват неуловими, а конвоите, лишени от прикритие, са поставени пред дори по-голям риск.
Немският успех в потапянето на „Courageous“ е надминат месец по-късно, когато Гюнтер Прин в U-47 пробива британската база при Скапа Флоу и потапя стария линеен кораб „Роял Оук“ на котва, ставайки веднага герой в Германия.
В южните части на Атлантика британските сили са разпръснати, поради круиза на „Адмирал граф Шпее“, който потапя девет търговски кораба от 50 000 регистрови тона в Южния Атлантик и Индийския океан по време на първите три месеца на войната. Британците и французите образуват серия от търсещи групи, включващи три линейни крайцера, три самолетоносача и 15 крайцера, които да търсят рейдера и нейния систършип „Дойчланд“, който оперира в Северния Атлантик. Тези търсещи групи нямат успех, докато „Адмирал граф Шпее“ не е хванат в битката при Ла Плата между Аржентина и Уругвай от по-малка британска група. След претъпяване на повреди в последвалата битка, той се подслонява в неутрално Монтевидео и се самопотопява на 17 декември 1939 г.
След този първоначален изблик на активност Атлантическата кампания утихва. Адмирал Карл Дьониц, командир на U-boot флота, планира максимални подводни усилия за първия месец на войната, като почти всички налични подводни лодки вече патрулират през септември. Такова ниво на разгръщане не може да бъде продължително – подводниците трябва да се връщат до пристанищата, за да заредят с гориво, амуниции, храна и за ремонт. Суровата зима от 1939 – 40 г., която кара много балтийски пристанища да замръзнат, сериозно възпрепятства немската офанзива, като хваща в леден капан няколко нови подводни лодки. Плановете на Хитлер да нахлуе в Норвегия и Дания през пролетта на 1940 г. водят до изтегляне на корабите на флота и повечето океански U-boot за действията в Операция Везерюбунг.
Отворилият се Норвежки фронт разкрива сериозни недостатъци в магнетичния пистолет (изстрелващ механизъм) на основното оръжие на U-boot лодките, торпедото. Въпреки че тесните фиорди оставят малко място за маневри на подводните лодки, концентрацията на британски военни кораби и кораби за доставки предоставят множество възможности за нападения от страна на подводниците. За пореден път капитаните на U-boot преследват британски цели и стрелят, само за да видят как корабите отплават невредими, докато торпеда се взривяват преждевременно (поради магнетичния пистолет) или удрят целта, без да се взривят. Нито един британски кораб не е потопен от U-boot в повече от 20 нападения. Докато новините се разпространяват сред подводния флот, те започват да подкопават морала. Директорът, отговорен за разработката на торпедата продължава да твърди, че причината е в екипажите. В началото на 1941 г. проблемите са установени – разлики в земното магнитно поле при големи височини и бавен теч на въздух под налягане от подводницата към механизма за регулиране на дълбочината на торпедото. Тези проблеми са отстранени към март 1941 г. и правят торпедото наистина застрашително оръжие.

## Подводна война
В ранните етапи на войната Дьониц подава меморандум на гросадмирал Ерих Редер, главнокомандващ на немските ВМС, в който преценява, че ефективната подводна война може да сломи Великобритания, поради зависимостта на страната от морски доставки. Той застава зад системата, позната като Руделтактик (Rudeltaktik), при която подводниците се разпръсват в дълга линия по проектирания курс на конвоя. Веднъж видели мишена, те се събират заедно за масирана атака и така разбиват придружаващите военни кораби. Докато придружителите гонят индивидуални подводници, останалите подводници атакуват безнаказано търговските кораби. Дьониц прави изчисление, че 300 броя от последните Атлантически подводници (Тип VII) биха могли да причинят достатъчно загуби сред Съюзническите кораби, че Великобритания би се принудила да напусне войната.
Това е в рязък контраст с традиционния подход на разгръщане на подводници дотогава, в който подводницата е разглеждана като самотно средство за засада, чакащо пред вражеско пристанище, за да напада влизащите или излизащите кораби. Това е много успешна тактика, използвана от британските подводници в Балтийско море и Босфора през Първата световна война, но е неефективна, ако се патрулира близо до пристанищата. Има и няколко военноморски теоретика, които твърдят, че подводниците трябва да са прикрепени към флот и да се използват като разрушители. Това вече е било опитано от немците при Ютланд със слаб резултат, тъй като подводните комуникации са в зародиша си. Японците също се придържат към идеята за флотски подводници, следвайки доктрината на Алфред Махеан, и никога не използват подводниците си за блокади или срещу конвои. Подводницата все още е разглеждана от голяма част от военноморския свят като „непочтена“, в сравнение с престижа на капиталните кораби. Това важи с пълна сила и в Кригсмарине – Редер успешно лобира парите да бъдат изразходвани в полза на капитални кораби.
Основното оръжие на британските ВМС срещу подводниците преди войната са крайбрежните патрулни кораби, които са снабдени с хидрофони и въоръжени с малко оръдие и дълбочинни заряди. Британските ВМС не са считали противоподводната война за тактически субект през 1920-те и 1930-те години. Неограничената подводна война е забранена от Лондонския военноморски договор. Противоподводната война се е разглеждала като отбранителна. Много военноморски офицери вярват, че противоподводната работа е черна работа, подобна на миночистенето, и че технологията на сонара прави подводниците безсилни. Въпреки че разрушителите също носят дълбочинни заряди, очаква се, че тези кораби ще бъдат използвани във флотски действия, а не в крайбрежен патрул, така че те не биват широко обучавани в използването на зарядите. Британците обаче игнорират факта, че въоръжаването на търговските кораби (което те правят от началото на войната) премахва защитата на „крайцерските закони“, и факта, че противоподводните изпитания със сонар са били провеждани под идеални условия.

## Рейдери на повърхността
Въпреки успеха си, U-boot все още не се смятат за най-важната заплаха за конвоите в Северния Атлантик. С изключение на хора като Дьониц, повечето военноморски офицери от двете страни считат корабите на повърхността за основна заплаха за търговските кораби.
За първата половина от 1940 г. няма немски рейдери в Атлантика, защото немския флот е концентриран в инвазията на Норвегия. Единственият рейдерен тежък крайцер, „Адмирал граф Шпее“, е спрян в битката при Ла Плата от по-малка британски дивизия. От лятото на 1940 г. малък, но постоянен поток от военни кораби и въоръжени търговски кораби потеглят от Германия към Атлантика.
Силата на рейдерите срещу конвоите е демонстрирана от съдбата на конвой HX 84, нападнат от тежкия крайцер „Адмирал Шеер“ на 5 ноември 1940 г. Адмирал Шеер бързо потапя пет кораба и поврежда няколко други, докато конвоят се разпръсва. Единствено саможертвата на придружаващия спомагателен крайцер Джервис Бей и липсващата светлина позволява на другите търговски съдове да избягат. След това британците преустановяват северноатлантическите конвои и Флотът на метрополията излиза в открито море в опит да пресрещне „Адмирал Шеер“. Търсенето се проваля и „Адмирал Шеер“ изчезва в Южния Атлантик. След месец се появява отново в Индийския океан.
Други немски рейдери започват да карат присъствието им да се чувства. На Коледа 1940 г. тежкият крайцер „Адмирал Хипер“ напада войсковия конвой WS 5A, но е отблъснат от придружаващите го крайцери. „Адмирал Хипер“ жъне по-голям успех през следващите два месеца, като на 12 февруари 1941 г. попада на самотния конвой SLS 64 от 19 кораба и потапя седем от тях. През януари 1941 г. големите и бързи военни кораби „Шарнхорст“ и „Гнайзенау“, които имат повече въоръжение от кой да е кораб на Съюзниците, потеглят от Германия, за да нападнат корабните линии в Операция Берлин. С толкова много немски рейдери в откритите води на Атлантика, британците са принудени да предоставят военни кораби, които да придружават възможно най-много конвои. Това на няколко пъти спасява конвои от немските кораби. През февруари старият кораб HMS „Ремилис“ възпира атака над конвой HX 106. Месец по-късно конвой SL 67 е спасен от присъствието на HMS „Малая“.
През май немците дават старт на най-амбициозния рейд от всички – Операция Райнюбунг. Новият линеен кораб „Бисмарк“ и крайцерът „Принц Ойген“ отплават, за да атакуват конвои. Британският флот прихваща рейдерите близо до Исландия. В битката при Датския пролив, линейният крайцер HMS „Худ“ е взривен и потопен, но „Бисмарк“ е повреден и се връща към Франция. „Бисмарк“ почти стига целта си, но бива осакатен от въздушен удар от самолетоносача HMS „Арк Роял“ и след това потопен от Флота на метрополията на следващия ден. Потъването му отбелязва края на корабните рейдове. Появяването на самолети с голям обсег, най-вече на подвижния PBY Catalina, като цяло премахва рейдерите на повърхността.
През февруари 1942 г. „Шарнхорст“, „Гнайзенау“ и „Принц Ойген“ се преместват от Брест към Германия в Операция Цербер. Докато това е неудобно положение за британците, то слага края на немската заплаха на повърхността в Атлантика. Загубата на „Бисмарк“, Арктическите конвои и усещането за бъдещо нахлуване в Норвегия убеждават Хитлер да държи тежките си кораби закотвени по пристанищата.
Войната настъпва твърде рано за немския военноморски проект План Z. Военни кораби, които са достатъчно силни да унищожат всеки придружител на конвой, със спътници, способни да разрушат конвоя, така и не се построяват. Въпреки че броят на потопените кораби от рейдери е относително малък в сравнение с пораженията от подводниците, мините и самолетите, техните нападения сериозно нарушават конвойната система на Съюзниците, намаляват внос на Великобритания и поставят Флота на метрополията под напрежение.

## Британска ситуация
Немската окупация на Норвегия през април 1940 г., бързото покоряване на Ниските земи и Франция през май и юни и италианското влизане във войната на страната на Оста през юни трансформират войната в морето и Атлантическата кампания по три основни начина:
- Великобритания губи най-големия си съюзник. През 1940 г. френските ВМС са четвърти в света по големина. Едва няколко френски кораба се присъединяват към Сражаваща се Франция и се бият срещу Германия, въпреки че по-късно към тях се присъединяват няколко канадски корвети. След като френският флот е премахнат от кампанията, ВМС на Великобритания трябва да покрива по-голям фронт. Италианското обявяване на война означава, също така, че Великобритания трябва да укрепи своя Средиземноморски флот и да установи нова група в Гибралтар, позната като Съединение H, за да замести френския флот в западните части на Средиземно море.
- Немските подводни лодки U-boot получават пряк достъп до Атлантическия океан. Тъй като Ла Маншът е относително плитък и е частично блокиран от минни полета към средата на 1940 г., на подводниците е наредено да рискуват и вместо това да пътуват около Британските острови, за да достигнат най-изгодните места за ловуване. Немските бази във Франция, при Брест, Лориан и Ла Палис (близо до Ла Рошел) са около 720 km по-близо до Атлантика, отколкото базите в Северно море. Това изключително подобрява ситуацията за U-boot в Атлантика и им позволява да нападат конвои на запад и да патрулират за повече време, което удвоява ефективния размер на U-boot силите. По-късно немците построяват огромни бетонни бункери за подводни лодки във френските бази, които са непроницаеми за съюзническите бомбардировки до средата на 1944 г., когато е завършена бомбата Tallboy. От началото на юли подводните лодки се връщат към новите френски бази, след като са завършили атлантическите си патрули.
- Британските разрушители са отклонени от Атлантика. Норвежката кампания и немското нахлуване в Ниските страни и Франция налага тежки условия върху флота от разрушители на Великобритания. Много стари разрушители са изтеглени от пътищата на конвоите, за да подкрепят Норвежката кампания през април и май, след което са отклонени към Ла Манша, за да подкрепят оттеглянето от Дюнкерк. Към лятото на 1940 г. Великобритания е изправена през сериозно заплаха от нахлуване. Много разрушители се държат в Ла Манша в готовност да отблъснат евентуално немско нападение. Те понасят тежки поражения при въздушна атака от Луфтвафе (Fliegerführer Atlantik). Седем разрушителя са загубени в Норвежката кампания, други шест в битката за Дюнкерк и още десет в Ла Манша и Северно море между май и юли, много от въздушни нападения, защото нямат адекватно противовъздушно въоръжение. Много други са повредени.

Завършването на кампанията на Хитлер в Западна Европа означава, че подводните лодки, изтеглени от Атлантика в полза на Норвежката кампания, сега се връщат за търговска война. По това време броят на патрулиращите U-boot в Атлантика започва да се увеличава, докато броят придружителните кораби на конвоите е силно намален. Единствената утеха за британците е, че големите търговски флотове на окупираните държави като Норвегия и Нидерландия, остават под британски контрол. След немската окупация на Дания и Норвегия, Великобритания окупира Исландия и Фарьорските острови, установявайки там бази и предотвратявайки превземане от немците.
По времето на тези условия, Уинстън Чърчил, който е става министър-председател на 10 май 1940 г., за пръв път пише на американския президент Франклин Рузвелт, за да поиска заем от 50 изпаднали от употреба американски разрушителя. Впоследствие това води до Споразумението „Разрушители срещу бази“ (ефективно продажба, но представян като заем, поради политически причини), който действа в замяна срещу 99-годишни заеми на определени британски бази в Нюфаундленд, Бермуда и Карибския басейн, което е финансово изгодна сделка за САЩ, а военно изгодна за Великобритания, тъй като позволява на британските военни кораби да се върнат към Европа. Значителен брой от американското население се противопоставят на влизането във войната, а някои американски политици (сред тях и американския посланик във Великобритания, Джоузеф П. Кенеди) смятат, че Великобритания и съюзниците ѝ може да загубят войната. Първият от тези разрушители е взет от британския си екипаж през септември, а всички от тях имат нужда да бъдат превъоръжени и снабдени със сонар. Едва много месеци по-късно тези кораби успяват да допринесат за кампанията.

### Щастливото време (юни 1940 г. – февруари 1941 г.)
Ранните подводни операции на немците от френските бази са изключително успешни. Това е апогея на великите подводни асове като Гюнтер Прин с U-47, Ото Кречмер с U-99, Йоахим Шепке с U-100, Енгелберт Ендрас с U-46, Виктор Ерн с U-37 и Хайнрих Блайхрод с U-48. Екипажите на U-boot стават герои в Германия. От юни до октомври 1940 г. над 270 съюзнически кораба са потопени: този период подводните екипажи наричат „щастливото време“ („Die Glückliche Zeit“). Чърчил по-късно пише: „...единственото нещо, което ме плашеше през войната, беше заплаха от U-boot“.
Най-голямото изпитание за подводните лодки е да намерят конвоите в обширния океан. Немците имат няколко много далекобойни самолета Focke-Wulf Fw 200 Condor, базирани в Бордо и Ставангер, които се използват за разузнаване. Поради продължаващи търкания между Луфтвафе и Кригсмарине, основният източник за наблюдение на конвоите стават самите U-boot. Тъй като подводният мостик е много близо до водата, техният обсег на виждане е много ограничен. Най-добрият източник се оказват кодоразбивачите на B-Dienst.
В отговор британците прилагат техниките на операционните изследвания към проблема и измислят някои неинтуитивни решения на проблема със защитата на конвоя. Реализацията е следната: площта на конвоя, увеличена с квадрата на периметъра ѝ, което означава, че същият брой кораби, използващи същия брой придружители, са по-добре защитени в един конвой, отколкото в два. Голям конвой е също толкова трудно да се локализира, колкото и малък. Освен това намалената честота (малко големи конвои носят един и същ товар и големите конвои са по-трудни за събиране) също намалява вероятността от засичане. Следователно малко големи конвои с привидно малко придружители са по-безопасни, отколкото малки конвои с повече придружители.
Вместо да нападат съюзнически конвои по единично, немските подводници работят на групи, координирани чрез радио. Немските усилия за разбиване на кодовете успяват да дешифрират Британския военноморски шифър No. 3, което позволява на немците да преценят къде и кога могат да се очакват конвои. Лодките се разпростират в дълга патрулна линия, която разделя маршрута на съюзническите конвойни пътища. Веднъж в позиция, екипажът изучава хоризонта с бинокъл, търсейки мачти или дим, или използва хидрофон, за да уловят звук на витло. Когато подводница засече конвой, тя докладва срещата на U-boot щаб-квартирата, влизайки в сянка и продължавайки да докладва по необходимост, докато другите подводници пристигнат, обикновено през нощта. Вместо да бъдат изправени пред единични подводници, придружителите на конвоите трябва да се справят с групи от няколко U-boot, атакуващи едновременно. Най-дръзките командири като Кречмер си пробиват път между придружаващите кораби и нападат от вътрешността на търговската група. Ескортиращите съдове, които са числено недостатъчни и неиздръжливи, не притежават адекватен отговор на групи от подводници, атакуващи от повърхността през нощта, тъй като сонарът работи добре само срещу подводни мишени. Ранните британски морски радари, работещи в диапазона на много високите честоти, нямат достатъчен обсег и не могат да разграничават мишените. Освен това, корветите са твърде бавни, за да настигнат U-boot на повърхността.
Груповата тактика е използвана успешно за пръв път през септември и октомври 1940 г. със смайващ ефект в ред от конвойни сражения. На 21 септември конвой HX 72 с 42 моряка на борда е нападнат от група от четири подводници, губейки единадесет кораба за две нощи. През октомври бавният конвой SC 7, придружаван от два шлюпа и две корвети, е разбит, губейки 59% от корабите си. Битката за конвой HX 79 през следващите дни е още по-лоша за придружителите, отколкото при SC 7. Загубата на четвърт от конвоя без никакви загуби от страна на U-boot, въпреки силата на ескорта (два разрушителя, четири корвети, три траулера и миночистач), демонстрира ефективността на немските тактити срещу неадекватните британски противоподводни методи. На 1 декември седем немски и три италиански подводници при хващат конвой HX 90, потапяйки десет кораба и повреждайки три други. Успехът на груповите тактики срещу конвоите окуражават адмирал Дьониц да ги приеме като основни.
U-boot дори не са единствената заплаха. След ранния си опит във военната поддръжка в морето по време на операция Везерюбунг, Fliegerführer Atlantik допринасят с малък брой самолети в Битката за Атлантика от 1940 г. нататък. Обикновено това са самолети Fw 200 Condor или Junkers Ju 290 (по-късно), използвани за разузнаване на големи разстояния. Кондорите също бомбардират конвои, които са незащитени. Първоначално Кондорите са много успешни, потапяйки 360 000 тона доставки в началото на 1941 г. Тези самолети са малко на брой и под прекия контрол на Луфтвафе. Освен това, пилотите не са тренирани достатъчно за противокорабна война, което ограничава ефективността им.

### Италиански подводници в Атлантика
Германия получава помощ от своите съюзници. От август 1940 г. флотилия от 27 италиански подводници действа от базата BETASOM в Бордо, за да нападат съюзническите доставки в Атлантика, първоначално под командването на контраадмирал Анджело Парона, а след това на контраадмирал Ромоло Полакини. Италианските подводници са проектирани да работят по-различен начин от немските и имат ред недостатъци, които трябва да се поправят (например огромна командна кула, ниска скорост на повърхността и липса на модерен контрол за изстрелване на торпеда), което означава, че те не са слабо подходящи за нападения над конвои и се представят по-добре, когато ловят изолирани търговски кораби в далечни морета, възползвайки се от големия си обсег и стандарт на живот. Докато първоначалната операция не посреща голям успех (само 65 343 регистър-тона, потопени между август и декември 1940 г.), ситуацията се подобрява постепенно с времето и до август 1943 г. 32-те италиански подводници, които действат, потапят 109 кораба (593 964 тона) в замяна на 17 потопени подводници, което им дава коефициент на потопени тонове към загубени подводници, подобен на немския през същия период. Италианците също се успешни в използването на човешки торпеда, осакатявайки няколко британски кораба в Гибралтар.
Въпреки тези успехи италианската намеса не е добре възприета от Дьониц, който характеризира италианците като „неадекватно дисциплинирани“ и „неспособни да запазват хладнокръвие в лицето на врага“. Те са неспособни да кооперират в групови тактики или дори да докладват срещи или метеорологични условия и тяхната зона на действие е преместена далеч от тази на немците.
Сред по-успешните италиански командири на подводници в Атлантика са Карло Фечиа ди Косато с Енрико Тацоли и Джанфранко Гацана-Приароджа с Архимед и Леонардо да Винчи.

## Бойното поле се разширява (юни – декември 1941 г.)
През юни 1941 г. британците решават да предоставят конвойни придружители през целия път на Северния Атлантик. За тази цел, адмиралтейството се запитва канадските ВМС на 23 май да поемат отговорност за защитата на конвоите в западната зона и да установи база за придружаващите сили при Сейнт Джонс, Нюфаундленд. на 13 юни 1941 г. комодор Леонард Мъри от канадските ВВС приема позицията си като командващ комодор на Нюфаундлендските ескортни сили под авторитета на главнокомандващия на Западните подходи в Ливърпул. Шест канадски разрушителя и 17 корвети, подкрепени от седем разрушителя, три шлюпа и пет корвети на британските ВМС са събрани в тези ескортни сили, които придружават конвоите от канадските пристанища до Нюфаундленд и след това към сборен пункт южно от Исландия, където биват поемани от британските придружители.
Към 1941 г. САЩ вече взема все повече участие във войната, въпреки формалната си неутралност. През април 1941 г. президентът Рузвелт разширява Пан-американската зона за сигурност на изток до Исландия. Британските сили окупират Исландия, когато Дания попада в немски ръце през 1940 г. САЩ са склонени да предоставят сили, за да подпомогнат британската войска на острова. Американски военни кораби започват да придружават съюзнически конвои от западните части на Атлантика до Исландия и вече са участвали в няколко схватки с немски подводници. Средноокеански ескортни сили от британски, канадски и американски разрушители и корвети са организирани след обявяването на война от страна на САЩ.
През юни 1941 г. САЩ осъзнават, че тропическият Атлантик е станал опасен за непридружени американски и британски кораби. На 21 май SS Робин Мур, американски съд, превозващ невоенни доставки, е спрян от U-69 на 1390 km западно от Фрийтаун, Сиера Леоне. След като на пътниците му са дадени 30 минути да се качат на спасителни лодки, U-69 торпедира, обстрелва и потапя кораба. Оцелелите след това плават безпомощно за 18 дни. След като новините за потапянето достигат до САЩ, малко превозващи компании се чувстват в безопасност където и да е по света. По същото време списание Time отбелязва, че „ако такива потапяния продължават, американските кораби, които са далече от фронта, ще са в опасност. Отсега нататък САЩ ще трябва или да изтегли корабите си от океана, или да наложи правото си за свободно използване на моретата.“
През това време британците работят върху ред технически разработки, в отговор на немското подводно превъзходство. Въпреки че са британски изобретения, критичните технологии са предоставени безплатно на САЩ, които след това ги преименуват и произвеждат. Подобно, САЩ предоставя на Великобритания бомбардировачите Каталина и Либърейтър, които са важен принос към войната.

## Шифърът Енигма
Начинът, по който Дьониц води подводната кампания, изисква относително голям трафик между подводните лодки и щаб-квартирата. Това се счита за безопасно, тъй като радио съобщенията се шифроват, използвайки шифровъчната машина Енигма, която немците считат за неразбиваема. Освен това, Кригсмарине използват много повече сигурни операционни процедури, отколкото Армията или Луфтвафе. Трите ротора на машината са избрани от набор от осем (за разлика от пет при другите служби). Роторите се сменят през ден, използвайки система с ключове, а настройките на съобщението са различни за всяко съобщение и определяни от специални таблици, които се раздават от операторите. През 1939 г. в британските шифровъчни служби в Блечли парк се смята, че Енигма не може да бъде разшифрована. Единствено криптографът Франсис Бърч и математикът Алан Тюринг вярват в обратното.
Британските разшифровчици трябва да знаят точния начин на свързване на специалните ротори на Енигма и унищожаването на U-33 от HMS Глийнър през февруари 1940 г. предоставят тази информация. В началото на 1941 г. британските ВМС правят съгласувани усилия, за да помогнат на разбивачите на шифъра и на 9 май членове на екипажа на разрушителя HMS „Булдог“ се качват на борда на U-110 и изземат криптографския материал, включващ таблици и текущите ключове за Енигма. Иззетият материал позволява целият подводен трафик да бъде разчитан за няколко седмици, докато ключовете не са сменени. След като разшифровчиците се запознават с обичайното съдържание на съобщенията, на тях им става по-лесно да разбият шифъра.
През лятото и есента на 1941 г. прихващането на Енигма позволява на британците да определят местонахождението на немските подводни патрулни линии и да съответно да променят маршрутите на конвоите. Загубите на търговски кораби спадат с над две трети през юли 1941 г. и остават ниски до ноември.
Преимуществото на Съюзниците е изместено от нарастващия брой U-boot навлизащи в употреба. Немската подводница от тип VII започва да достига Атлантика в големи бройки през 1941 г. Към края на 1945 г. 568 бройки са пуснати в употреба. Въпреки че Съюзниците успяват да защитават конвоите си до края на 1941 г., те не успяват да потапят достатъчно U-boot. Придружителните корвети са ефективни за засичане и защита, но не са достатъчно бързи за атака.

## Средиземноморска диверсия
През октомври 1941 г. Хитлер нарежда на Дьониц да придвижи подводници в Средиземноморието, за да се подкрепят немските действия на този фронт. Полученото струпване около Гибралтар води до ред битки около гибралтарските и сиера-леонските конвои. През декември 1941 г. конвой HG 76 отплава, придружаван от 36-а ескортна група от два шлюпа и шест корвети под командването на капитан Фредерик Джон Уолкър, подкрепени от първия от новите ескортни самолетносачи, HMS Одасити, и три разрушителя от Гибралтар. Конвоят веднага е прихванат от очакващата група немски подводници, което води до брутална битка. Уолкър е тактически иноватор, неговият екипаж на корабите са добре обучени и присъствието на ексортен самолетоносач означава, че U-boot са често забелязвани и принуждавани да се гмурнат, преди да могат да наближат конвоя. През следващите пет дни пет U-boot са потопени (четири от групата на Уолкър), въпреки загубата на „Одасити“ след два дни. Британците губят „Одасити“, разрушител и само два търговски кораба. Битката е първата победа на съюзнически конвой.
Чрез упорити усилия, Съюзниците бавно печелят преимущество към края на 1941 г. Въпреки че съюзническите кораби не успяват да потапят U-boot в големи бройки, много конвои успяват изцяло да избягват нападения. Загубите са големи, но поносими.

## Операция Паукеншлаг (януари – юни 1942 г.)
Нападението над Пърл Харбър и последвалото немско обявяване на война срещу САЩ има моментален ефект върху кампанията. Дьониц бързо планира нападение над доставки близо до източното крайбрежие на САЩ. Разполага с 12 подводни лодки тип IX, способни да достигнат американски войни. Половината от тях са отклонени от Хитлер към Средиземноморието. Една от останалите се поправя, кое оставят само пет подводници за Операция „Паукеншлаг“ (Paukenschlag), понякога наричана от немците и „второто щастливо време“.
САЩ, нямайки пряк опит със съвременната военноморска война до бреговете си, не използва затъмнение. Подводните лодки просто застават до брега през нощта и потапят кораби, чиито силуети намират на фона на градските светлини. Адмирал Ърнест Кинг, главнокомандващ флота на САЩ, който не харесва британците, първоначално отхвърля предложенията на британските ВМС за затъмнение по бреговете или за конвойна система. Кинг е критикуван за това решение, но неговите защитници твърдят, че флотът от разрушители на САЩ е ограничен (отчасти заради продажбата на 50 стари разрушителя на Великобритания по-рано през войната), а Кинг смята, че е много по-важно разрушителите да предпазват съюзнически кораби, превозващи войски, отколкото кораби, превозващи стоки. Неговите кораби, също така, са заети да ескортират материал по плана Заем-наем към Съветския съюз, както и да се бият с японците в Тихия океан. Кинг не изисква затъмнения по бреговата линия – армията има пълна власт над гражданската защита и не следва съвета на британските ВМС, дори и за това, че непридружаваните конвои ще са по-безопасни, отколкото търговски съдове, плаващи индивидуално. Загуби при транспорт на войски няма, но търговските кораби, плаващи в американски води са изложени на опасност и съответно понасят поражения. Великобритания накрая предоставя брегови придружители на САЩ в „обратен Заем-наем“, тъй като Кинг не може (или не желае) да си осигури такъв.
Първите U-boot достигат американски води на 13 януари 1942 г. До изтеглянето им обратно на 6 февруари, те вече са потопили 156 939 тона доставки без загуби. Първата група тип IX са последвани от още подводници тип IX и тип VII, подкрепени от тип XIV, които имат възможност да презареждат с гориво други подводници. Заедно, те потапят 397 кораба от над 2 милиона тона. През 1943 г. САЩ изпраща над 11 милиона тона доставки, но този брой намалява през по-късните години на войната, тъй като приоритетите се преместват другаде.
През май Кинг най-накрая събира заедно достатъчно кораби, за да установи конвойна система. Това бързо води до загубата на седем U-boot. САЩ нямат достатъчно кораби, за да покриват всички пропуски. Немските подводници продължават да действат свободно по време на Битката за Карибите и сред Мексиканския залив (където те успяват на практика да затворят няколко американски пристанища) до юли, когато придружители от Великобритания започват да пристигат. Това включва 24 въоръжени противоподводни траулера с екипаж от патрулните служби. Много са бивши рибари. На 3 юли 1942 г. един от тези траулери, HMS „Льо Тигр“, доказва стойността си, след като спасява 31 оцелели от американския търговски кораб „Александър Макомб“. Малко след това „Льо Тигр“ успява да хване подводницата U-215, която е торпедирала търговския кораб и по-късно бива потопена от HMS „Ветеран“. Заслугата е преписана на „Льо Тигр“. Установяването на прихващаща конвойна система на американския бряг и в Карибско море към средата на 1942 г. води до незабавно намаляване на нападенията в тези райони. В резултат на увеличената брегова конвойна ескортна система, вниманието на U-boot се премества отново към атлантическите конвои. За Съюзниците, ситуацията е сериозна, но не критична през по-голямата част от 1942 г.
Операция Паукнешлаг има друг ефект. Тя е толкова успешна, че политиката на Дьониц на икономична война се възприема, даже и от Хитлер, като единствената ефективна употреба на U-boot. Дадена му е пълна свобода да ги използва както намери за добре. Междувременно, Хитлер уволнява Редер след позорната Битка за Баренцово море, в която два немски тежки крайцера са отблъснати от няколко британски разрушителя. Дьониц впоследствие става гросадмирал и дава максимален приоритет на конструирането на подводни лодки.

## Битката продължава в средата на Атлантика (юли 1942 г. – февруари 1943 г.)
След като САЩ вече урежда конвои, загубите на кораби от U-boot намаляват драстично, а Дьониц осъзнава, че подводниците могат да се използват по-добре другаде. На 19 юли 1942 г. той нарежда на последните подводни лодки да се изтеглят от атлантическия бряг на САЩ. Към края на юли той премества вниманието съм обратно към Северния Атлантик. Конвой SC 94 отбелязва завръщането на U-boot към канадските и британските конвои. Командният център на подводниците, действащи на запад, включително и Атлантика, се премества в новопостроен команден бункер в Шато дьо Пинерол, източно от Анже. Щаб-квартирата се командва от Ханс-Рудолф Рьозинг.
Има достатъчно подводници сред Атлантическия океан, за да е възможно няколко групи да атакуват много различни пътища на конвои. Често 10 – 15 лодки нападат в една или две вълни, следвайки конвои като SC 104 и SC 107 през деня и атакувайки през нощта. Загубите на конвои бързо нарастват и през октомври 1942 г. 56 кораба (258 000 тона) са потопени в пролуката между Гренландия и Исландия.
Загубите на U-boot също се покачват. В първите шест месеца на 1942 г. са загубени 21 лодки, по-малко от една за всеки 40 потопени търговски кораба. През август и септември са потопени 60 лодки или една за всеки 10 търговски кораба.
На 19 ноември 1942 г. адмирал Ноубъл е заменен като главнокомандващ от сър Макс Хортън. Хортън използва нарастващия брой налични придружители, за да организира „поддържащи групи“, които да подсилват конвоите. За разлика от обикновените ескортиращи групи, поддържащите групи не са пряко отговорни за безопасността на който и да е конвой. Това им дава много по-голяма тактична свобода и им позволява да откъсват кораби от групата, за да гонят забелязани подводници от разузнаването. Там, където обикновените ескорти е трябвало да се придържат към конвоя, поддържащите групи могат да продължат да гонят дадена U-boot в продължение на часове. Една тактика, въведена от капитан Джон Уолкър, е „натискът“, при която група кораби патрулират над гмурнала се подводница, докато въздухът ѝ свърши и бъде принудена да се върне на повърхността. Това обаче може да отнеме до два-три дни.

### Метателни оръжия
В отговор на неефективността на дълбочинните бомби, британците разработват метателни противоподводни оръжия, започвайки с т.нар. „Хеджхог“ (hedgehog; от англ. – „таралеж“).

#### Хеджхог
Към края на 1942 г. военните кораби започват да бъдат снабдявани с хеджхог – притовоподводна мортира, която изстрелва бомби напред от стрелящия кораб, докато мишената е все още в обхвата на сонара (по това време наричан ASDIC). За разлика от дълбочинните бомби, които се изстрелват отзад и отстрани на кораба и обезпокояват водите, правейки трудно мишената да бъде проследена, хеджхог бомбите се взривяват при контакт с целта. Хеджхог позволяват на атакуващия кораб да промени курса си и да поддържа контакт с движещата се мишена, като нормална атака с дълбочинни бомби също е възможна през това време.
Хеджхог разрешават един от най-належащите проблеми – поддържането на сонарен контакт на близко разстояние. Докато разстоянието намалява, в същото време намалява и времето, за което звуковият сигнал достига и се връща от целта. Накрая операторът на сонара чува ехото почти едновременно с изпращането на сигнала (т.нар. „моментално ехо“), което прави следенето на мишената трудно. Хеджхог позволява мишената да бъде атакувана, докато е в обсега на сонарното оборудване.

#### Скуид
Скуид (squid; от англ. – „калмар“) е подобрение на хеджхог, въведено към края на 1943 г. Това е трицевна мортира, която изстрелва 45-килограмови заряди пред кораба. Изстрелващите пистолети на зарядите са автоматично настроени преди изстрелване.
Метателните оръжия като хеджхог и скуид увеличават процента жертви от британски кораби (1943 – 1945) от 85 убити в 5174 атаки (1,6%) с дълбочинни бомби до 47 убити в 268 атаки (17,5%) с хеджхог.

### Прожектор на Ли
Засичане от самолет с радар може да потисне подводната дейност върху голяма площ, но въздушно нападение може да е успешно само при добра видимост. Немските подводници са в относителна безопасност от самолети през нощта, поради две причини: тогавашните радари не могат да ги засичат на разстояние под 1 миля, а сигналните ракети, изстрелвани, за да се осветят нападенията, предоставят адекватно предупреждение за подводниците, така че да се изплъзнат. Въвеждането на Прожектора на Ли (на английски: Leigh Light) от британците през януари 1942 г. решава втория проблем и става значителен фактор в Битката за Атлантика. Разработен от военновъздушния офицер Хъмфри Ли, това е мощен и управляем прожектор, закрепян основно към бомбардировачите Уелингтън и Либърейтър. Тези самолети първо срещат вражеските подводници, използвайки радар въздушен радар. След това, на около миля от целта се включва Прожектора на Ли. Той моментално и точно осветява врага, давайки на подводниците по-малко от 25 секунди да реагират, преди да бъдат нападнати с дълбочинни заряди. Първата потвърдена жертва на тази технология е U-502 на 5 юли 1942 г.
Прожекторът на Ли позволява на британците да нападат вражески подводни лодки на повърхността през нощта, принуждавайки немските и италианските командири да останат под вода, особено когато захождат към пристанищата си в Бискайския залив. Командирите на U-boot, които оцеляват такива атаки, докладват особен страх от тази бойна система, тъй като самолетите не могат да си видят през нощта, а шумът на наближаващ самолет е недоловим сред грохота от двигателите на подводницата. Впоследствие, честата практика за изплаване на повърхността през нощта, за да се заредят батериите и за свеж въздух, е като цяло изоставени, тъй като е по-безопасно тези задачи да се изпълняват през деня, когато вражеските самолети могат да бъдат забелязвани. Спадът в съюзническите загуби на доставки от 600 000 до 200 000 тона на месец се приписва на това устройство.

### Метокс приемник
Към август 1942 г. немските подводници се снабдяват с радарни детектори, за да могат да избягват евентуални засади от самолети и кораби, оборудвани с радари. Първият такъв приемник, наречен Метокс, по името на френския си създател, има възможността да улавя метричните радарни диапазони, използвани от ранните радари. Това не само позволява на U-boot да избягват засичане от ескортите, оборудвани със стари радари, но също им позволява да следят конвои.
Все пак това създава и проблеми за германците, тъй като понякога засичат разсеяни радарни емисии от далечни кораби или самолети, принуждавайки подводниците да се гмурнат, когато всъщност не са в опасност, и пречейки им да си презаредят батерии.
Метокс предоставя на подводните командири преимущество, което не е очаквано от британците. Системата издава звукови сигнали с импулсната честота на самолетните радари, приблизително един на секунда. Когато радарният оператор навлиза в обсег от 9 мили от U-boot, той променя обсега на радара. С промяната на обсега, радарът удвоява импулсната си честота и в резултат на това честотата на Метокс също се удвоява, предупреждавайки командира, че е бил засечен.

### Енигма през 1942 г.
На 1 февруари 1942 г. Кригсмарине преминават към нова мрежа на Енигма (TRITON) на подводниците си, която използва нови четири-роторни Енигма машини. Този нов шифър не може да бъде разчетен от разшифровчиците. Съюзниците вече не могат да разберат къде са патрулните линии на U-boot. Избягването на контакт с тях става много трудно и групите подводници опустошават много конвои. Това състояние продължава десет месеца. За да добият информация за движенията на подводниците, Съюзниците трябва да се примирят с поправки по радиолокатора и дешифровки на съобщенията, шифровани с по-ранни Енигма машини. Тези съобщения включват сигнали от брегови сили относно заминаването на подводници от базите им във Франция и доклади от тренировъчното командване на U-boot. От тези следи, британците правят преценки за подводното движение, но тази информация не е достатъчна.
На 30 октомври членове от екипажа на HMS „Петард“ завземат Енигма материал от U-559, която изчезва близо до Порт Саид. Това позволява на разшифровчиците да разбият TRITON, подвиг, често приписван на Алан Тюринг. Към декември 1942 г. дешифрирането на Енигма отново издава патрулните позиции на U-boot и загубите на кораби пак намаляват драстично.

## Кулминация на кампанията (март 1943 г. – май 1943 г.)
След конвой ON 154, зимните условия предоставят кратка почивка от сраженията през януари преди конвоите SC 118 и ON 166 през февруари 1943 г. През пролетта конвойните битки започват отново със същата свирепост. Има твърде много U-boot, патрулиращи в Северния Атлантик, което води до редица битки.
На 10 март 1943 г. немците добавят усъвършенстване към Енигма шифъра на подводници, което заслепява съюзническите разшифровчици в Блечли парк за 9 дни. През този месец се състоят битки за конвоите UGS 9, HX 228, SC 121, SC 122 и HX 229. 120 кораба са потопени из света, от които 82 кораба (476 000 тона) в Атлантика, докато 12 U-boot са унищожени.
Ситуацията с доставките във Великобритания е такава, че се появяват слухове, че не е способна да води повече война, докато продоволствията с гориво са особено ниски. Положението е толкова зле, че британците допускат възможността за изоставяне на конвоите. Следващите два месеца виждат пълен обрат в развоя на събитията.
През април загубите на U-boot се покачват, докато техните жертви спадат значително. Само 39 кораба (235 000 тона) са потопени в Атлантика, а 15 подводници са унищожени. Към май групите подводници вече нямат преимущество, а месецът става известен като „Черният май“ в подводните среди. Повратната точка е битката около бавния конвой ONS 5 (април – май 1943 г.). Съставен от 43 търговски кораба и придружаван от 16 военни кораба, той е нападнат от група от 30 подводници. Въпреки че 13 търговски кораба са загубени, 6 U-boot са потопени от ескорта и от самолети. Въпреки че конвоят е ударен от щорм, корабите достигат защитата на въздушно прикритие, което кара Дьониц да отмени атаката. Две седмици по-късно, конвой SC 130 наблюдава разрушаването на поне три подводни лодки и поне една повредена, без да понесе загуби. Изправен срещу беда, Дьониц се отказва от действия в Северния Атлантик, заявявайки: „Ние загубихме битката за Атлантика“.
Общо 43 подводници са унищожени през май, 34 от които в Атлантика. Това е 25% от немските подводни сили. Съюзниците губят 58 кораба през същия период, 34 от които в Атлантика.

### Сближаване на технологиите
Битката за Атлантика е спечелена от Съюзниците за два месеца. За това няма точна причина – това, което се променя е внезапно сближаване на технологиите, комбинирано с повишение на съюзническите ресурси.
Пролуката в средата на Атлантика, която преди това е недостъпна за самолети, е затворена от бомбардировача с голям обсег B-24 Либърейтър. на 18 март 1943 г. Рузвелт нарежда на адмирал Кинг да прехвърли 60 Либърейтъра от Тихия океан към Атлантика, за да се бият срещу немските U-boot. Това е една от само двете преки заповеди, които той дава на командирите си през войната (другата е операция Факел). На майската Тридент конференция през 1943 г. адмирал Кинг запитва генерал Хенри Х. Арнолд да изпрати ескадра B-24 към Нюфаундленд, за да се засили въздушната поддръжка на северноатлантическите конвои. Генерал Арнолд нарежда на своя ескадрен командир да се впуска в битка само при „офанзивно“ търсене и нападателни мисии и да не придружава конвоите.
Допълнително въздушно покритие е предоставено от въвеждането на спомагателни самолетоносачи, а по-късно и от растящия брой американски самолетоносачи. Основно снабдени с Grumman F4F Wildcat и Grumman TBF Avenger, те плават с конвоите и предоставят така необходимото въздушно покритие и патрулиране по пътя през Атлантика.
По-голям брой ескорти става наличен в резултат както на американските строителни програми, така и на пускането на ескорти, отдадени на северноафриканските десанти през ноември и декември 1942 г. В частност, ескортните разрушители са проектирани така, че да се строят по-икономично отколкото флотските разрушители и да са по-издръжливи от корветите. Не само че броят на придружителите става достатъчен за безопасни превози, но те също могат да образуват и групи за търсене и унищожение на подводници.
Към пролетта на 1943 г. британците са разработили ефективен морски радар, който е достатъчно малък, за да се монтира на патрулиращи самолети, въоръжени с дълбочинни бомби. Сентиметричният радар многократно увеличава засичането и е неуловим за Метокс. Снабден с него, Бреговото командване на Великобритания потапя повече подводни лодки, отколкото която и да било друга служба през последните три години на война. През 1943 г. загубите на немски подводници наброяват 258. От тях, 90 са потопени и 51 са повредени от Бреговото командване.
Съюзническите ВВС разработват тактики и технологии, за да направят Бискайския залив, основния път на U-boot във Франция, много опасен за подводници. Прожекторът на Ли дава възможност за атаки срещу подводници, презареждащи батериите си на повърхността през нощта. Fliegerführer Atlantik отговарят като предоставят самолети, покриващи подводните лодки, плаващи към и завръщащи се от Атлантика, и завръщащите се блокадопробивачи. Въпреки всичко, с разузнаването, идващо от френската съпротива по пристанищата, последните няколко километра от и до пристанищата се оказват опасни за подводниците.
Целта на Дьониц в тази тонажна война е да потапя съюзническите кораби по-бързо, отколкото могат да се заменят. Докато загубите намаляват и производството се увеличава, особено в САЩ, тази задача става непосилна.

## Последни години (юни 1943 – май 1945 г.)
Германия прави няколко опита да усъвършенства подводните си сили, докато чака следващото поколение U-boot – Elektroboot. Сред усъвършенстванията са подобрени противовъздушни механизми, антирадар, по-добри торпеда, примамки и шнорхел.
Завръщането на офанзивата в Северния Атлантик през септември 1943 г. вижда първоначален успех при нападенията над конвоите ONS 18 и ON 202. Серия битки показват по-малко победи и повече загуби за U-boot. След четири месеца офанзивата е спряна – 8 търговски кораба (56 000 тона) и 6 военни кораба са потопени в замяна на 39 подводници, което е катастрофално съотношение.
Луфтвафе въвеждат бомбардировача с голям обсег Heinkel He 177 и управляемата авиационна бомба Henschel Hs 293, които са ефективни, но съюзническото господство във въздуха не им позволява да се превърнат в сериозна заплаха.

### Германски тактически и технически поправки
За да се противопоставят на съюзническите въздушни сили, немците увеличават противовъздушното въоръжение на подводниците си и въвеждат специално оборудваните за целта подводници от тип VII. Те са създадени по-скоро да стоят на повърхността и да влизат в битки с атакуващи самолети, отколкото да се гмуркат и да избягват атаките. Тези разработки първоначално изненадват британските пилоти. Въпреки това, подводница, която стои на повърхността, увеличава шанса от пробив в корпуса под налягане, правейки я неспособна да се гмурне, докато нападащите пилоти често привикват кораби, ако срещнат твърде много съпротива, кръжейки извън обсега на оръжията на подводниците. В случай че подводницата се гмурне, самолетите биха атакували. Незабавното гмуркане на подводницата остава най-добрата тактика за оцеляване при среща със самолети. Според немските източници, само 6 самолета са свалени от подводници в 6 мисии.
За да заблудят съюзническите сонари, немците използват кутии, генериращи фалшиви ехота, както и самоходни примамки.
Развиването на торпедата също се подобрява с бягащото по модел Flächen-Absuch-Torpedo, което се движи по предварително програмиран курс, кръстосващ пътищата на конвоите, както и с торпедото „Цаункьониг“, което се насочва към витловия звук на мишената. Първоначално това е много ефективно, но Съюзниците бързо разработват контрамерки, както тактически, така и технически.
Никоя от немските мерки не се оказва наистина ефективна и към 1943 г. въздушното преимущество на Съюзниците е толкова голямо, че подводниците биват нападани в Бискайския залив малко след напускане на пристанищата. Немците губят технологичното съревнование. Действията им се ограничават до единични атаки в британските брегови води и приготовления за удържане на очакваното нахлуване във Франция.
През следващите две години се унищожават много U-boot, обикновено с целия им екипаж. След като битката бива спечелена от Съюзниците, доставките успешно достигат Великобритания и Северна Африка за финалното освобождение на Европа. Подводниците биват допълнително критично възпрепятствани от десанта в Нормандия, след като губят базите си във Франция в полза на напредващите Съюзници.

## Последни действия (май 1945 г.)
Към края на войната немците въвеждат т.нар. Elektroboot (електролодки): подводници тип XXI и XXIII. Тип XXI могат да се гмуркат със скорост 31 km/h, което е по-бързо отколкото повърхностната скорост на тип VII и от съюзническите корвети. Проектите са завършени през януари 1943 г., но масовото производство на новите типове започва едва през 1944 г. Към 1945 г. едва пет подводници от тип XXIII и една от тип XXI са в движение. Тези от тип XXIII правят девет патрула, потапяйки пет кораба в първите пет месеца на 1945 г. Само един патрул е направен от тип XII преди края на войната, без контакт с врага.
Докато съюзническите войски наближават подводните бази в Северна Германия, над 200 подводни лодки са самопотопени, за да не бъдат превзети. Най-ценните се опитват да избягат към базите в Норвегия. През първата седмица на месец май, 23 подводници са потопени в Балтийско море, докато се опитват да избягат.
Последните действия в американски води от 5 и 6 май 1945 г. виждат потапянето на парахода „Блек Пойнт“ и унищожаването на подводниците U-853 и U-881. Последните действия в Атлантика от 7 и 8 май 1945 г. виждат потапянето на последната U-boot – U-320, докато съюзническите кораби продължават да бъдат торпедирани само часове преди края на войната.
Останалите подводни лодки, 174 на брой, се предават на Съюзниците. Повечето биват унищожени в Операция Дедлайт след войната.

## Последствия
Немците не успяват да спрат потока на стратегически доставки към Великобритания. Този провал води до натрупването на войски и провизии, които са нужни за битката за Нормандия. Победата над немските подводници е предпоставка за събирането на съюзнически войски и ресурси, осигуряващи победата на Германия.
Победата е постигната на огромна цена: между 1939 и 1945 г., 3500 съюзнически търговски кораба и 175 съюзнически военни кораба са потопени, а около 72 200 съюзнически моряци загиват. Немците губят 783 подводни лодки и около 30 хил. моряци, което е три четвърти от немската подводна флота (40 хил. души).
Загуби:
| Съюзници                | Германия       |
| ----------------------- | -------------- |
| 36 200 моряци           | 30 000 моряци  |
| 36 000 търговски моряци |                |
| 3500 търговски кораба   | 783 подводници |
| 175 военни кораба       |                |